# Olivier Latry
Olivier Latry, né à Boulogne-sur-Mer le 22 février 1962, est un organiste, professeur d'orgue au Conservatoire de Paris, concertiste, improvisateur et titulaire du grand orgue de Notre-Dame de Paris.

## Biographie
Après avoir commencé ses études musicales au conservatoire de Boulogne-sur-Mer avec Jacques Veyrier, il entre en 1978 dans la classe d'orgue de Gaston Litaize, au conservatoire de Saint-Maur-des-Fossés, et suit les cours d'écriture de Jean-Claude Raynaud au Conservatoire de Paris.
Professeur d'orgue dès 1983 à l'Institut catholique de Paris puis au conservatoire de Reims, il succède à son maître Gaston Litaize au conservatoire de Saint-Maur-des-Fossés en 1990. En 1995, il est nommé professeur d'orgue au Conservatoire national supérieur de musique et de danse de Paris conjointement avec Michel Bouvard.
C'est en 1985, à l'âge de 23 ans, qu'il devient par concours l'un des quatre co-titulaires des grandes orgues de Notre-Dame de Paris, aux côtés d'Yves Devernay, de Philippe Lefebvre et de Jean-Pierre Leguay, succédant à Pierre Cochereau.
Il mène une intense carrière de concertiste : il s'est produit dans plus de quarante pays sur les cinq continents, notamment aux États-Unis où il a effectué sa première tournée en 1986 et a été invité par l'American Guild of Organists (en), devenant l'un des organistes français les plus populaires en Amérique du Nord. Ne souhaitant pas se spécialiser dans un répertoire précis, il se veut en premier lieu l'ambassadeur de la musique française du XVIIe au XXe siècle. Il a cependant une prédilection pour la musique de notre temps et a créé des œuvres de Xavier Darasse, Claude Ballif, Thierry Pécou, Vincent Paulet, Thierry Escaich et Jean-Louis Florentz.
Son important travail sur l'œuvre d'Olivier Messiaen a abouti à une intégrale, donnée en 2000 en trois séries de six concerts à Paris, Londres et New York.
Olivier Latry figure parmi les improvisateurs actuels les plus réputés, dans la tradition d'une lignée française d'exception qui va de César Franck à Pierre Cochereau.
Son action en faveur de l’orgue lui a permis de remporter le Prix de la Fondation Cino et Simone Del Duca, qui lui a été officiellement remis en novembre 2000 sous la coupole de l’Institut de France. Il a également reçu, au Royaume-Uni, un fellowship honoraire de la North and Midlands School of Music en 2006, et du Royal College of Organists en 2007.
En 2003, Olivier Latry préside le jury du Grand Prix Florentz.
En octobre 2007 a été créée à Notre-Dame de Paris sa première œuvre pour orgue et voix, un « Salve Regina ».
Le 15 novembre 2015, lors de la messe célébrée à la cathédrale Notre-Dame de Paris en mémoire des victimes des attentats du 13 novembre  et pour la France, il improvise pendant l'offertoire une Marseillaise particulièrement remarquée.
Il compose aussi ponctuellement des airs pour le bagad Keriz, dans lequel jouent deux de ses frères.
Peu avant l'incendie du 15 avril à Notre-Dame de Paris, Olivier Latry enregistre l'album Bach to the future au grand orgue Cavaillé-Coll de la Cathédrale. C'est pour lui un dilemme que de faire sonner la musique de Bach à Notre-Dame, car il y a selon lui divers paradoxes à résoudre : la musique de Jean-Sébastien Bach est baroque tandis que le grand orgue de Notre-Dame de Paris est profondément romantique (notamment depuis l'intervention de Cavaillé-Coll au XIXe siècle) ; Bach est luthérien tandis que la cathédrale Notre-Dame de Paris est un haut lieu du catholicisme. L'album comprend notamment la célèbre Toccata et Fugue en Ré mineur (BWV 565), pour qui, une vidéo a été tournée et qui est accessible sur YouTube. À noter qu'il s'agit d'une des dernières prestations sur le grand orgue avant l'incendie.
En 2021 sort un livre d'entretiens À l'orgue de Notre-Dame (éditions Salvator), ainsi que l'album Inspirations dédié à Franz Liszt (label La Dolce Volta) et enregistré sur l'orgue de la Philharmonie de Paris. L'album comporte des arrangements pour orgue de pièces pour piano parmi lesquelles, Saint François d'Assise, la prédication aux oiseaux (S. 175), ou encore le célèbre Liebestraum n°3 (S. 541).
En janvier 2023, il assure les créations allemande et française de la Sinfonia concertante pour orgue et orchestre d'Esa-Pekka Salonen, avec l'Orchestre philharmonique de Berlin puis l'Orchestre de Paris, tous deux sous la direction du compositeur.

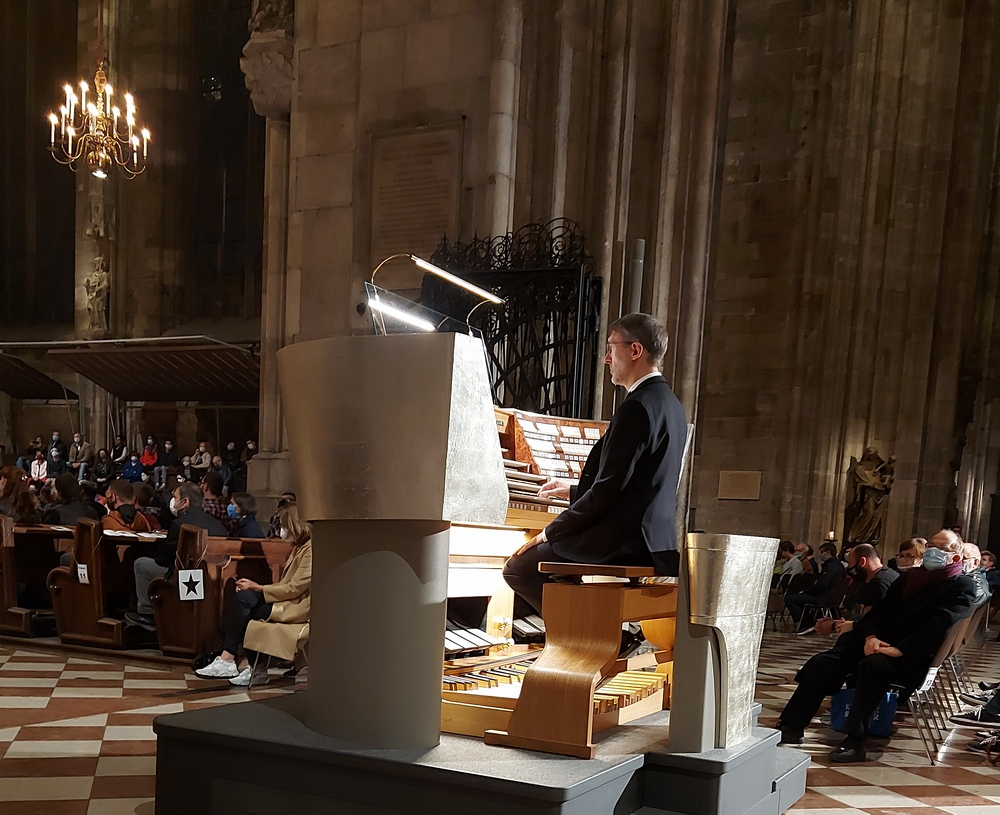
Olivier Latry dans la cathédrale Saint-Étienne de Vienne (2020).

## Mandats et fonctions
- Vice-président de l'association Orgue en France ;
- Professeur d'orgue, Conservatoire national supérieur de musique et de danse de Paris (CNSMP) ;
- Organiste titulaire du Grand orgue de la cathédrale Notre-Dame de Paris, conjointement avec Vincent Dubois et Philippe Lefebvre[3],[4].

## Honneurs et prix
- 2003 : Président du jury du grand prix Florentz
- 2006 : fellowship honoraire de la North and Midlands School of Music
- 2007 : fellowship honoraire du Collège royal des organistes
- Prix de la Fondation Cino et Simone Del Duca

## Décoration
- Officier de l'ordre des Arts et des Lettres. Le 18 décembre 2019, au cours de son 2000e concert qui se tenait à la Maison de la Radio, Olivier Latry a été promu au grade d'officier de l'ordre des Arts et des Lettres. La décoration lui a été remise par la compositrice finlandaise Kaija Saariaho.

## Discographie partielle
- Bach to the future - Jean-Sébastien Bach (2019)[5]
- Voyages (2017)
- Trois siècles d'orgue à Notre-Dame de Paris (2013)
- Piano pédalier
- Olivier Messiaen : œuvre complète pour orgue (2002)
- Midnight at Notre-Dame (2004)
- Musique pour orgue mécanique (2012)
- olivier latry castagnet, latry & poulenc : salve regina (2007)
- Louis Vierne : 24 Pièces de Fantaisie (2012)
- Bach : œuvre d' orgue : "Le Péché"(2012)
- Bach : Les sonates en Trio (2012)
- Escaich : Le dernier évangile (2004)
- Camille Saint-Saëns : Symphony no. 3 "Organ" / Francis Poulenc: Organ Concerto / Samuel Barber: Toccata Festiva (2007)
- Bach : l'œuvre d'orgue pour le temps de la résurrection (2013)
- César Franck : In Spiritum (2005)
- Gaston Litaize : œuvres pour orgue (2012)
- Trois danses : Stravinsky, Alain, Heiller (2013)
- Bach : Œuvres d'orgue pour le temps de la Passion (2012)
- Bach : L'œuvre d'orgue "La vie spirituelle" (2012)
- Bach : L'art de la transcription (2012)
- Escaich : Concerto pour orgue-Symphonie no 1-Fantaisie piano (2002)
- Camille Saint-Saëns - Liszt - Saariaho - Moussa (Deluxe Edition) (2015)
- Camille Saint-Saëns : Symphony no. 3 "Organ", Orgue de Radio France, Orchestre National de France, dir. Christian Mãcelaru. 3 CD Warner classics (2021). 5 diapasons